# Isohypsibius papillifer
Isohypsibius papillifer är en djurart som tillhör fylumet trögkrypare, och som först beskrevs av Murray 1905.  Isohypsibius papillifer ingår i släktet Isohypsibius och familjen Hypsibiidae.

## Underarter
Arten delas in i följande underarter:
- I. p. papillifer
- I. p. bulbosus
- I. p. indicus